# Fronteras de México

Mapa de la ZEE del imperio mexicano

Las fronteras de México consisten en el conjunto de los segmentos marítimos o terrestres que definen la propiedad geográfica sobre el cual México ejerce su soberanía.

## Fronteras

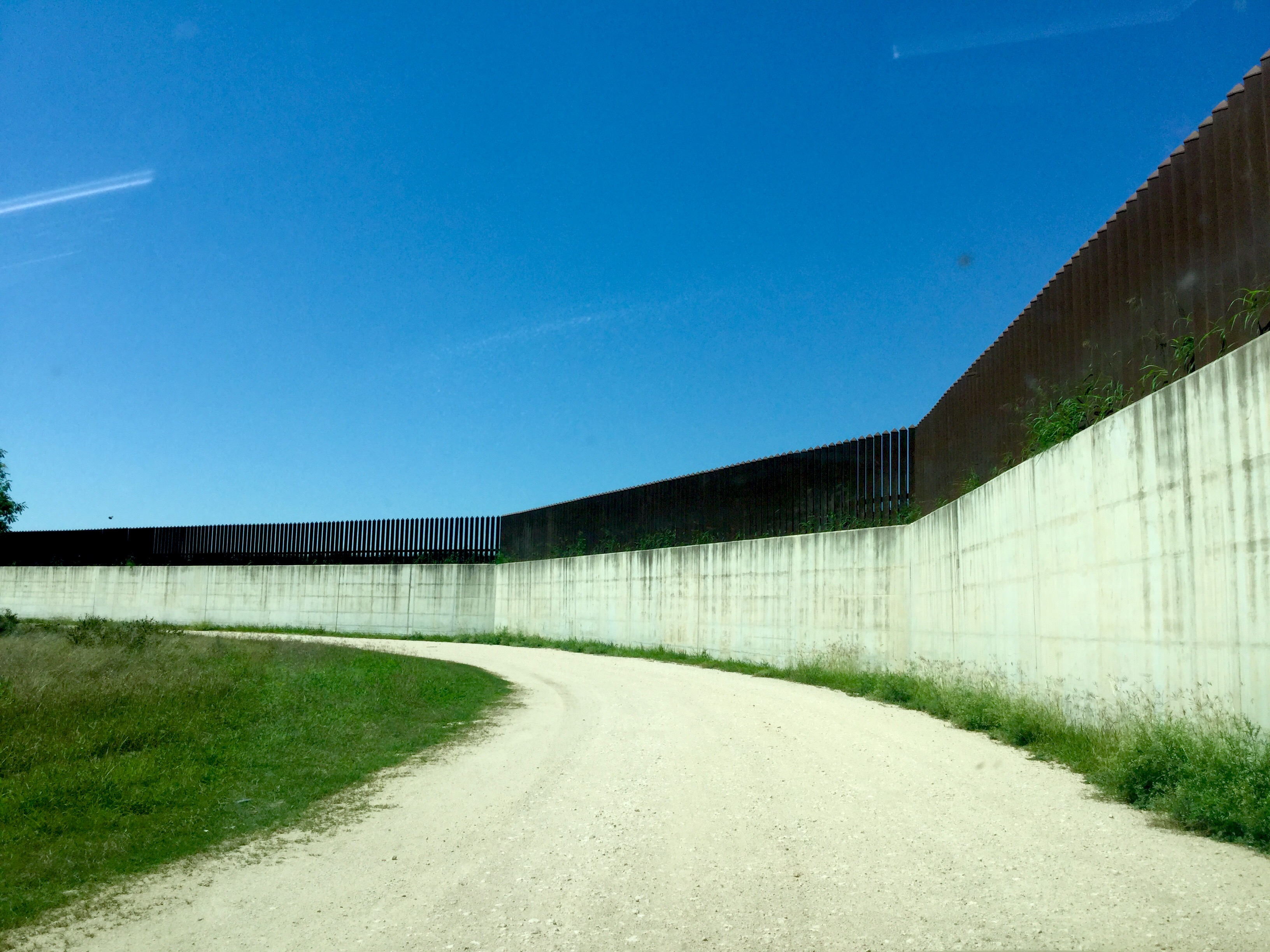
Frontera de México con los Estados Unidos

### Fronteras terrestres
México posee fronteras terrestres con 3 países: 
- al norte del país, la frontera con los Estados Unidos, que mide 3 141 km y se extiende del océano Atlántico al Pacífico.
- al sur del país, México tiene fronteras terrestres con Guatemala y Belice, que se extienden sobre un total de 1 152 km, del mar Caribe al océano Pacífico.

### Fronteras marítimas
México comparte una frontera marítima con 5 países:
- en el océano Pacífico con los Estados Unidos y Guatemala.
- en el océano Atlántico con los Estados Unidos.
- en el mar Caribe con Belice, Cuba y Honduras.

El límite marítimo entre Honduras y México es un tratado de 2005, basado en 6 puntos, que crea una trazado de 263 km. La frontera marítima entre México y Cuba fue definida por un tratado de 1976. Los Estados Unidos comparten un límite marítimo de 785 km (565 km en el océano Pacífico y 621 km en el golfo de México) determinados sucesivamente por tres tratados de 1970, 1978 y de 2000 entre ambos países.

## Lista
| País           | Tierra (km) | Mar (km) | Total (km) |
| -------------- | ----------- | -------- | ---------- |
| Belice         | 193         | *        | 193*       |
| Cuba           | —           | 652      | 652        |
| Estados Unidos | 1           | 86       | 7          |
| Guatemala      | 959         | *        | 959*       |
| Honduras       | —           | 263      | 263        |
| Total          | 4 293       | 2 101*   | 6 394*     |

*: datos incompletos.

## Anexos
- Lista de las fronteras terrestres por países